# Ḩājj Mamz̄ān
Ḩājj Mamz̄ān (persiska: حاجّی مَمدان, حاجی مَمِدان, حَجی مُحَمَّد دان, حاجّی مُحَمَّدان, حاجّ ممذان, Ḩājjī Mamdān) är en ort i Iran.   Den ligger i provinsen Kurdistan, i den nordvästra delen av landet, 500 km väster om huvudstaden Teheran. Ḩājj Mamz̄ān ligger 1 800 meter över havet och antalet invånare är 341.
Terrängen runt Ḩājj Mamz̄ān är kuperad. Runt Ḩājj Mamz̄ān är det ganska glesbefolkat, med 50 invånare per kvadratkilometer. Närmaste större samhälle är Bīān Darreh, 16,9 km väster om Ḩājj Mamz̄ān. Trakten runt Ḩājj Mamz̄ān består i huvudsak av gräsmarker.